# Thomassique
Thomassique (Tomasik en créole haïtien) est une commune d'Haïti située dans le département du Centre et dans l'arrondissement de Cerca-la-Source.

## Démographie
La commune est peuplée de 63 224 habitants(recensement par estimation de 2015).

## Administration
La commune est composée des sections communales de :
- Matelgate
- Lociane

### Maires actuels
- Wilma François[2]
- Marie Loude Kessa Clercius
- Rosena Lapaix

## Économie
L'économie locale repose sur la production du coton, du citron vert et de la canne à sucre. L'élevage est un secteur d'activité développé par les agriculteurs ainsi que la récolte du miel dans des ruches.
Depuis un certain temps l'économie de la commune se repose surtout sur le Pois Congo, Tamarin, Pistache, Maïs. Il faut aussi noter que chaque famille possède un ou plusieurs animaux.